# 한일어업협정
한일어업협정(韓日漁業協定, 영어: Agreement on Fisheries between the Republic of Korea and Japan)은 대한민국과 일본 사이에 맺어진 어업에 관한 조약이다. 1965년 한일기본조약의 부속 조약 가운데 하나로 체결되었으며, 1998년 1월 23일 일본의 일방적 파기 선언으로 무효화되었다가 1998년 9월 25일 신규 협정을 다시 체결하였다. 공식명칭은 대한민국과 일본국 간의 어업에 관한 협정으로 1965년의 협정을 1차 협정, 1998년의 협정을 2차 협정이라 하기도 하고, 1998년 협정을 이전의 것과 구분하기 위하여 신한일어업협정이라 부르기도 한다.

## 개요
19 이후 대한민국과 일본의 어민들은 어로 구역을 놓고 갈등을 빚어왔다. 특히 일본의 어선은 식민지 시대에도 어로금지구역으로 설정되어 있던 지역에까지 침범하여 한국의 반발을 샀다. 1952년 이승만은 인접 해양에 대한 주권 선언을 통해 평화선으로 불린 대한민국의 어로 구획을 발표하였으며 이를 위반하는 일본 어선을 나포하였다. 한일 양국의 갈등이 심화되고 한국전쟁에 따라 밀수출의 단속과 선박통제가 필요하게 되자 유엔군 사령관 클라크는 역을 설정하고 양국의 선박 통행 구역을 정하였다. 클라크 라인이라 불리게 된 한국방위수역은 이승만의 평화선과 유사하였다. 이를 계기로 한일 양국의 수역 갈등은 잦아들었으나 갈등의 원인은 해소되지 않았다.
1964년 한일기본조약이 준비되는 동안 어업협정 역시 양국 간에 논의되었으며 1965년 4월 가조인되었고 한일기본조약과 함께 조인되었다. 한일어업협정의 협상 과정에서 일본 측의 강력한 요구에 의해 기존의 평화선은 무력화되었으며 특히 독도 인근을 공동어로구역으로 설정하여 이후 독도를 둘러싼 여러 갈등의 빌미를 제공하였다. 반대로 당시 한국의 어업기술은 일본에 비해 상당히 부족했기에 한국어선은 일본연안에 가지못했지만 일본어선들은 한국연안에서 마음데로 어업했기에 어민들은 이 협정을 환영했었다.이는 한일기본조약이 일본에 대한 굴욕외교라는 비판의 근거가 되기도 하였지만독도주변에 어업전관구역을 설정함으로써 독도에서의 어업권은 확보하였기에 이러한 비판은 부당한것이다. 
한일 어업협정 이후에도 어로 구획은 지속적으로 한일 간의 갈등의 원인이 되어왔고 1998년 1월 23일, 일본은 기존의 한일어업협정을 일방적으로 파기하였다. 이에 따라 1998년 9월 25일, 현재의 한일어업협정이 체결되어 오늘에 이르고 있다.

## 1차 협정

### 배경
일본제국이 패망한 후 일본인들이 일본으로 돌아가는 과정에서 대다수의 어선과 어구를 소유하고 있던 일본인 선주들 역시 일본으로 돌아갔다. 이 과정에서 어선과 어구를 대부분 가져갔기 때문에 한국의 수산업은 크게 위축되었고 어업 생산량이 급감하였다. 한국의 수산업이 생산수단 부족으로 어려움을 겪는 동안 일본의 어선들은 일제 강점기 시절부터 어로 금지구역으로 설정되어 있었던 곳까지 들어와 어류를 남획하였고 이 때문에 한일간에 잦은 충돌이 있었다. 1950년대 일본 어선들은 제주도와 흑산도를 중심으로 한 한반도 남서 해역에서 대규모로 선단을 이루어 어로작업을 벌였다. 한국 측에서는 평화선의 선포 등으로 일본의 수역 침범에 대처하고자 하였으나 어선과 장비에서 열세였기 때문에 적극적인 대응을 할 수 없었다.
1965년 한일기본조약으로 외교관계를 회복하게 되면서 어업협정이 함께 체결되었다.

### 협상의 과정
1965년 어업협정은 제3공화국 때 한일국교 정상화의 일환으로 행해진 것이다.
박정희는 대선 승리를 위해 서둘러 어업협정을 체결하였으나 공개시기를 늦추었다.
1963년 일본측의 요구를 수용한 한일어업협정의 발표를 미룬 정황도 드러났다. 정부는 그 해 7월까지만 해도 ‘12마일 전관수역 방안으로는 영세어민의 생활이 어렵기 때문에 40마일 전관수역을 확보해야 한다’는 입장을 일본에 전달했다.
하지만 이후 일본측의 12마일 전관수역 주장을 수용할 의사를 밝히고 이를 공개하지 아니하는 방안을 논의하기 시작했다. 특히 8월과 9월 최고회의, 중정, 외무부 당국자들이 참석한 7차, 9차 한일문제 대책회의 문서에서는 대선을 고려한 정략적 논의도 드러났다.

| “ | (12마일로 한다는 것이) 어느 정도까지 비밀이 지켜지느냐가 문제다. 야당측의 공격 자료가 돼선 안 된다. | ” |
|   | — 중정 국장                                                                                         |   |

| “ | 대통령 선거 전에는 이 안은 내놓지 말아야 한다. | ” |
|   | — 최고회의 위원                                |   |

이후 평화선이 철폐되고 독도 인근이 공동관리수역(EEZ)가 되었다. 성능이 좋은 일본의 어선이 동해의 물고기를 거의 싹슬이 하다 시피 하였다.
61년부터 시작된 6차회담 기간에 평화선에 기초한 40해리를 주장하던 한국정부의 입장에 대비하여 변화가 생겼다. 외무부와 중앙정보부는 대한민국 국민들의 반대에도 박정희의 대선일정 등을 감안해 '12해리 전관수역' 입장으로 물러섰다. 이 기간 한국은 일본측에 1억 1천 4백만달러의 어업협력금을 정부차관 형식으로 공여기간 3년, 이자 3.5%, 3년 거치후 7년간 균등상환 조건으로 요구했으며 일본은 민간차관 형식으로 7천만달러를 고집했다.
특히 일본은 차관 등 청구권 문제의 대가로 평화선 문제를 해결하려고 했다. 우리 정부는 평화선 문제에 신축성을 보일 수있다고 입장을 표명했다. 또한 일본은 1963년 6월7일 어업협력에 따른 청구권은 5억달러 이내로 하되 12해리 전관수역의 합의 또는 평화선 철폐와 어선나포 방지를 전제조건으로 제시했다.
이에 따라 같은 해 7월12일 전관수역을 12마일+α로 하기로 양국간 의견조율이 이뤄졌다.
한편 대한민국 정부는 대한민국이 한반도의 유일한 합법정부라는 원칙에 입각해 북한 연안에 대해선 언급하지 말자는 입장을 고수했다.

#### 양국의 입장
- 한국 측의 입장

1963년 7월 19일자 일본측 입장에 대한 회답
한국은 직선기선법을 한반도의 전연안에 채용하고자 한다. 동해북부의 원산만과 웅기만의 문제도 있기 때문이다. 북한연안에 대해 일본측이 이견이 있다고 하나한국 국내문제로 취급하면 별문제가 없다. 12해리 전관수역으로는 영세어민의 생활근원을 확보할 수 없기 때문에 40해리 전관수역을 확보해야 하겠다. 일본측 입장대로 한국근해에 출어할 일본어선의 총수만을 규제하고 어선규모, 어구, 어획량 및 조업수역 등을 규제하지 않는다면 자원보호를 위한 효과적인 조치라고 할 수 없다.

평화선에 관한 공보방안 건의
국내 여론은 한일 현안중 특히 어업.평화선 문제에 반드시 동조적이라 보기 어렵다. 이 기회에 공보방안을 우선 시행해 정부 입장에 대한 국민의 이해 내지 지지를 촉진하는게 필요하다. 유력 일간지로 하여금 특파원을 평화선 해역 및 남해안 농어촌에 파견해 '평화선의 완벽한 수호는 원래가 불가능하며, 경제적인 관점에서 볼때 평화선의 존치가 반드시 유리한 것은 아니다. 농어촌의 발전은 평화선의 수호가전제조건이 아니고 농어촌의 근대화 시장개척 등이 기본 전제다'와 같은 내용의 결론을 갖거나 그러한 결론으로 유도되는 '기사'를 수회에 걸쳐 쓰게 한다. 적당한 단계에서 학자 저명인사로 하여금 평화선은 국제법상 난점이 많다는 취지의 내용을 발표케 한다.— 1963년 5월 10일, 외무부

평화선의 군사적 의의에 대한 국방부 견해
공산주의 간접침략을 분쇄하는 게 5.16혁명의 목적의 하나다. 현 해상경비능력으로는 평화선이 파기되면 국방상 지대한 악영향을 초래할 것이다.— 1963년 7월 12일, 국방부

- 어업문제와 관한 일본측 입장

일본은 한국의 입장에 대해 대체로 만족하였다.

### 주요 내용
1965년 6월 22일 한일정상회담가 이루어지고 동시에 '대한민국과 일본국간의 어업에 관한 협정'이 이루어지게 되었다. 그 내용은 다음과 같다.
1965년 체결된 한일어업협정의 주요 내용은 다음과 같다.
1. 배타적 관할권을 행사하는 어업에 관한 수역(전관 수역)의 설치 및 인정
2. 잠정적 규제조치 적용수역 (공동규제수역)
3. 공동규제 수역내에서의 위반 어선 단속 및 재판권에 대해 기국주의(基國主義) 채택
4. 자원조사 수역의 설정
5. 협정의 원활한 수행을 위한 어업공동위원회 설치
6. 안전조업과 해상질서의 유지를 위한 민간어업 협정의 체결

잠정적 규제 조치는 공동 규제 수역에서의 어로 활동을 규제하는 것으로 다음의 내용으로 되어 있었다.
| 업종별            | 출어 척수의 최고 한도      | 출어 척수의 최고 한도 | 어선 규모의 제한                                           | 망목 제한  | 어획량 제한 | 집어등 제한                      |
| 업종별            | 기간                       | 척수                  | 어선 규모의 제한                                           | 망목 제한  | 어획량 제한 | 집어등 제한                      |
| ----------------- | -------------------------- | --------------------- | ---------------------------------------------------------- | ---------- | ----------- | -------------------------------- |
| 대형 기저         | 11월 1일 - 다음해 4월 30일 | 270                   | 50톤 이상 70톤 이하 트롤어업은 100톤 이상 550톤 이하       | 54 mm 이상 | 30,000M/T   |                                  |
| 대형 기저         | 5월 1일 - 10월 30일        | 100                   | 50톤 이상 70톤 이하 트롤어업은 100톤 이상 550톤 이하       | 54 mm 이상 | 30,000M/T   |                                  |
| 중형 및 새우 트롤 | 1월 1일 - 12월 31일        | 115                   | 30톤 이상 50톤 이하 30톤 이상 60톤 이하의 새우 트롤은 포함 | 33mm 이상  | 10,000M/T   |                                  |
| 기선 선망         | 1월 16일 - 5월 15일        | 60                    | 40톤 이상 100톤 이하                                       | 54 mm 이상 | 110,000M/T  | 1통당 10Kw 이하의 등선 2척       |
| 기선 선망         | 5월 16일 - 다음해 1월 15일 | 120                   | 40톤 이상 100톤 이하                                       | 54 mm 이상 | 110,000M/T  | 1통당 10Kw 이하의 등선 2척       |
| 고등어 채낚기     | 6월 1일 - 12월 31일        | 15                    | 60톤 이상 100톤 이하                                       |            | 110,000MT   | 7.5Kw 이하의 등선 1척 100Kw 이하 |

### 이후의 사건
대한민국과 일본국간의 어업에 관한 협정은 1998년 1월에 일본 정부에 의해 일방적으로 파기 통보되었으며
양국은 이후 새로운 교섭을 통해 한일어업협정을 1998년 9월에 타결시켰다.

## 1998년 신한일어업협정

### 배경
1994년 11월, 배타적 경제수역(EEZ)을 정한 유엔 해양법 협약의 발효로 바다 관할권이 12해리에서 200해리까지 확대되었으나 한·일간의 거리가 400해리가 채 되지 않아 바다 경계선을 별도로 정해야 했다. 일본은 1994년 발효된 유엔해양법협약에 근거해 근해의 작은 섬들을 직선으로 연결, 영해기선을 새롭게 설정하고, 1997년 1월 1일을 기해 시행에 들어갔다. 1997년 5월 당시 유종하 외무장관은 미국방문 길에 수행기자단과의 간담회에서 “어업문제에 대한 일본의 요구가 더 이상은 버티기 어려운 상황에 이르러 있다”고 토로하기도 했다.1995년, 김영삼 대통령은 장쩌민 중국 국가주석과 정상회담 후 가진 기자회견에서 "이번 기회에 일본의 버르장머리를 고쳐놓겠다."고 말했다. 
1996년 5월에 김영삼정부는 울릉도와 일본 오키 섬의 중간부분을 EEZ의 경계로 발표해 독도를 우리측 수역에 포함시킨다는 성명을 발표했었다.
연이은 한국정부의 초강수에 1996년 시작된 한일 어업협정 개정 협상은 배타적경제수역(EEZ)의 경계 획정 문제와 독도 영유권 문제가 맞물리면서 양국간의 공방으로 이어졌다. 일본은 1998년 1월 한일어업협정 파기를 일방적으로 선언했다. 1997년에 들어서 일본은 "자신들의 직선기선을 넘어왔다"며 한국의 어선들을 무차별적으로 나포하였고 일본의 하시모토 류타로 총리까지 나서서 "한국어선 나포는 정당하다"며 어선나포를 비호했고 일본은 한국정부에 "직선기선을 인정하지 않으면 어업협정을 파기하겠다"며 협박했다. 97년 7월 한국이 배타적 경제수역(EEZ)의 기점을 울릉도로 하는 발표를 한다. 7월 29일, 한국은 일본의 직선기선 인정 요구에 사실상 굴복하게 되었다. 그 이후에도 독도에 대한 수역을 제외하고 한국과 일본의 어업협상이 계속되었고 서로간의 마찰은 더더욱 심화되었다. 일각에서는 1997년 10월 당시 김영삼 정권은 잠정공동수역안(잠정조치수역은 독도 중간수역)을 공식적으로 받아들여 독도를 중간수역으로 하기로 일본과 합의하였다고 하지만, 당시 뉴스와 자료들 검색 결과 1997년 10월 10일, 도쿄에서 제6차 한일 실무회담을 진행하고 있었고 당시 한일양국은 당시 독도 주변수역을 제외하고 협상에 임하였고 당시 정부당국이 "독도 영유권이 훼손되지 않는 조건하에 이 안을 철회한다"며 독도에 대한 영유권주장은 변함이 없었다.(참조)
1997년 10월 22일, 일본측은 독도 주변수역을 제외하고 신어업협정을 타결하자는 의견을 한국측에 보냈다. 한국측은 별다른 응답이 없었고 1997년 11월 7일에는 한국정부가 독도에 접안시설을 건립하여 독도에 대한 입지를 확고히 하자 하시모토 류타로일본총리까지 나서서 이를 비난했고 일본정계가 들끓게 되었다. 이로 인하여 한국과 일본간에 독도에 대한 갈등은 심화되었고 한일간 어업협상은 97년 12월말까지 결론이 나오지 못했다. 일본은 12월 29일, 한국측이 어업협상에 대해 양보하지 않을경우 기존의 어업협정을 파기하여 재교섭하겠다고 선언한다. 당시 일본의 공영방송 NHK도 뚜렷한 진전이 없을 시, 일본 외상이 현행 어업협정을 파기한다는 보도를 냈고 그 시기 정권교체와 IMF사태라는 어수선한 분위기의 한국은 상황을 주도적으로 집중할 여력이 부족했다는 일부여론과  그러나 중요한 점은 국제정세는 한국의 자국내 불행한 상황과는 무관하게 인접국가들에게는 각국의 실리를 위해 그 상황을 이용할 여지가 될수 있다는 점이 언론에 보도된바 있었다.

### 협정 체결과 추가 협상
1998년 1월 23일, 일본은 한국의 정권교체와 IMF사태의 틈을 타 기존의 한일어업협정을 일방적으로 파기했다. 그러자 한·일 두 나라는 새로운 상황에 맞게 영토문제와는 상관없는 어업협정을 우선 체결하기로 해 17차례에 걸친 실무자회의와 고위급 회담을 거쳐 1998년 9월 25일 신한일어업협정을 타결했다.
 또한 상대국 EEZ(배타적 경제수역)의 입어조건에 대해서도 1999년 2월 5일 양국 수산당국자간 합의로 완전타결됐으나 1999년 2월 5일 합의된 실무협상에서 발생한 쌍끌이 어업 누락 등의 문제를 해결하기 위해 1999년 3월 8일부터 10일간 일본 도쿄에서 추가협상을 진행, 1999년 3월 17일 쌍끌이어선 80척정도만 추가로 확보했다.

현재의 한일어업협정은 1998년 9월 25일에 체결된 뒤 99년 1월, 정식 발효돼 현재에 이르고 있다. 협정 체결 당시 일각에서는 “DJ의 방일을 앞두고 한국 정부가 양국 정상회담의 걸림돌을 없애기 위해 서둘러 어업협정을 체결했다”라는 주장도 하였다.
1999년 3월 17일, 최종 협상이 완료되었고 한일어업협정에서 핵심쟁점이었던 쌍끌이 조업은 80척으로 결론이 났고, 어획량은 외끌이와 트롤에 이미 할당돼 있는 7,770톤 안에서 하되 부족이 예상되면 추가로 배정하기로 했다. 복어 채낚기 어선은 74척, 갈치 채낚기 어선은 18척이 추가로 조업할 수 있게 됐으나 자망과 통발어업은 일본측에 양보했다. 일본 측은 복어 반두 어선 수를 26척 더 확보했으며 제주도 주변 수역의 저인망 조업 조건 완화를 얻어냈다. 당시 김선길 해양수산부 장관은 마라톤협상에서 쌍끌이 조업을 조건 없이 타결했으며 나머지 사안은 균형을 맞췄을 뿐이라고 밝혔다.

### 일본과 한일어업협정으로 인한 한국의 피해
1998년 1월, 일본의 한일어업협정 일방파기로 한국 어민들은 당장 동해에서 장어, 명태, 꽁치 등을 잡을 수 없게 되었다.
1998년 9월, 당시 체결한 한일어업협정중 한국은 일본의 요구를 수용하여 협상중 최대 쟁점이었던 오징어 황금어장은 대화퇴 절반만 중간수역에 포함시켰고 일본측과 합의하여 135도 30분으로 올라가던 기준선을 11시 방향으로 꺾었다.
그로 인하여 동해의 어민들이 큰 피해를 입게 된다.
한일어업협정 체결 당시 한국 어민들은 일본 측에 강제 나포되어 포승줄로 묶여 폭행까지 당하고 강제로 어장에서 쫓겨나는 수모를 당했다.
 한국 어민들은 협정체결 이후 동해 어장에서 명태를 못잡게 되었고, 1998년까지 7천톤이 넘던 명태 어획량은 1999년 이후 1천톤 이하로 급감하여 한국산 명태는 사라지게 되었다.
한일어업협정 체결 2년이 지나자 갈치, 생물 대구 등등 주요 수산물은 외국에서 수입하는 처지가 되어 한국 어촌을 말살시키고 한국 수산시장에서 한국산 생선을 사라지게 만들었다.

### 독도 인근의 수역 문제
1998년 11월 한일 양국 외무부장관이 서명하고 국회의 동의 절차를 거쳐 비준된 한일어업협정은 울릉도 독도가 전혀 다르게 취급되었다. 즉, 울릉도와 별개로 독도는 중간수역에 포함되었으며, 이러한 관계는 협정만으로 보자면 독도가 울릉도의 부속도서로 취급된 것이 아니고 울릉도와 분리되었다. 독도는 아직 국제법상 섬으로 인정받지 못하였기 때문에, 유인도만이 EEZ의 기점이 될 수 있는 사정상 양자간 논란의 여지가 있었다. 결국 협상의 장기화를 막고자 현상태를 준용하여 어업에만 협정의 효력을 한정하기로 하였으며, 협정의 만료일을 3년으로 정하고, 그 이후에는 한쪽이 일방적으로 파기할 수 있도록 하는 조항을 넣었다. 따라서 현재의 어업협정은 2001년 이후 일방의 의지만으로 파기가 가능하다.
2006년 노무현 정부는 독도를 강제관할권 배제선언을 한다. 유엔해양법 287조에 따른 것으로 이 선언으로 일본은 독도 문제를 국제해양법재판소로 가져갈 수 없게 되었다.
2001년과 2009년 두 차례에 걸쳐서 헌법재판소는 한일어업협정에 대하여 영토조항 위반을 이유로 제기된 헌법소원에 대하여 어업협정은 영토나 독도 영유권 문제와 관련이 없다는 이유로 기각 판결을 내렸다.

## 같이 보기
- 한일어업협정 사건 - 헌법재판소 판례
- 배타적 경제 수역(EEZ)
- 한중어업협정(韓中漁業協定, Agreement on Fisheries between the Republic of Korea and the People's Republic of China)
- 잠정조치수역(暫定措置水域, Provisional Measures Zone, PMZ)